# 南紡モール
南紡モール（なんぼうモール、TS Mall、南紡購物中心）は、台湾の台南市東区にある台南市最大のショッピングセンター。

## 概要
2011年に着工し、2015年2月11日に開業。台南紡織工場跡地に建設された。当初は南紡夢時代（ドリームモール）としてオープンしたが、改称し、現名称となっている。設計には三菱地所が関わった。